# La Lecture par Émile Verhaeren
La Lecture par Émile Verhaeren est un tableau réalisé par le peintre belge Théo Van Rysselberghe en 1903. Cette huile sur toile de format horizontal est un portrait de groupe exécuté dans un style pointilliste. Elle représente une assemblée masculine assistant dans son appartement décoré de Saint-Cloud, en région parisienne, à la lecture de l'une de ses œuvres par le poète Émile Verhaeren. Y figurent de gauche à droite, autour d'une table encombrée, Félix Le Dantec, Francis Vielé-Griffin, Félix Fénéon, Henri Ghéon, André Gide, Maurice Maeterlinck et Henri-Edmond Cross. Achetée en 1906, l'œuvre est conservée au musée des Beaux-Arts de Gand, à Gand, en Région flamande.